# Aquarium of the Dead
Aquarium of the Dead es una película estadounidense de ciencia ficción, terror y zombis de 2021 dirigida por Glenn Miller y escrita por Marc Gottlieb y Michael Varrati. La película es protagonizada por Vivica A. Fox y DC Douglas. Es un spin-off de la franquicia Zoombies de The Asylum. La película presenta animales acuáticos parecidos a zombis.

## Sinopsis
Los animales marinos infectados causan estragos en un acuario después de que un peligro los convierte en zombis.

## Reparto
- Vivica A. Fox
- Eva Ceja
- D. C. Douglas
- Erica Duke

## Producción
En una entrevista con Bloody Flicks, el guionista Marc Gottlieb dijo que no estaba en el set pero que todos los efectos especiales del proyecto eran CGI. Dijo que escribir el guion fue diferente de sus proyectos anteriores porque su borrador se basó en un esquema de Michael Varrati en lugar del suyo propio.

## Estreno
La película se estrenó en cines y en vídeo bajo demanda el 21 de mayo de 2021. Más tarde se lanzó en DVD el 21 de junio de 2021.